# Palacio Santa Lucía

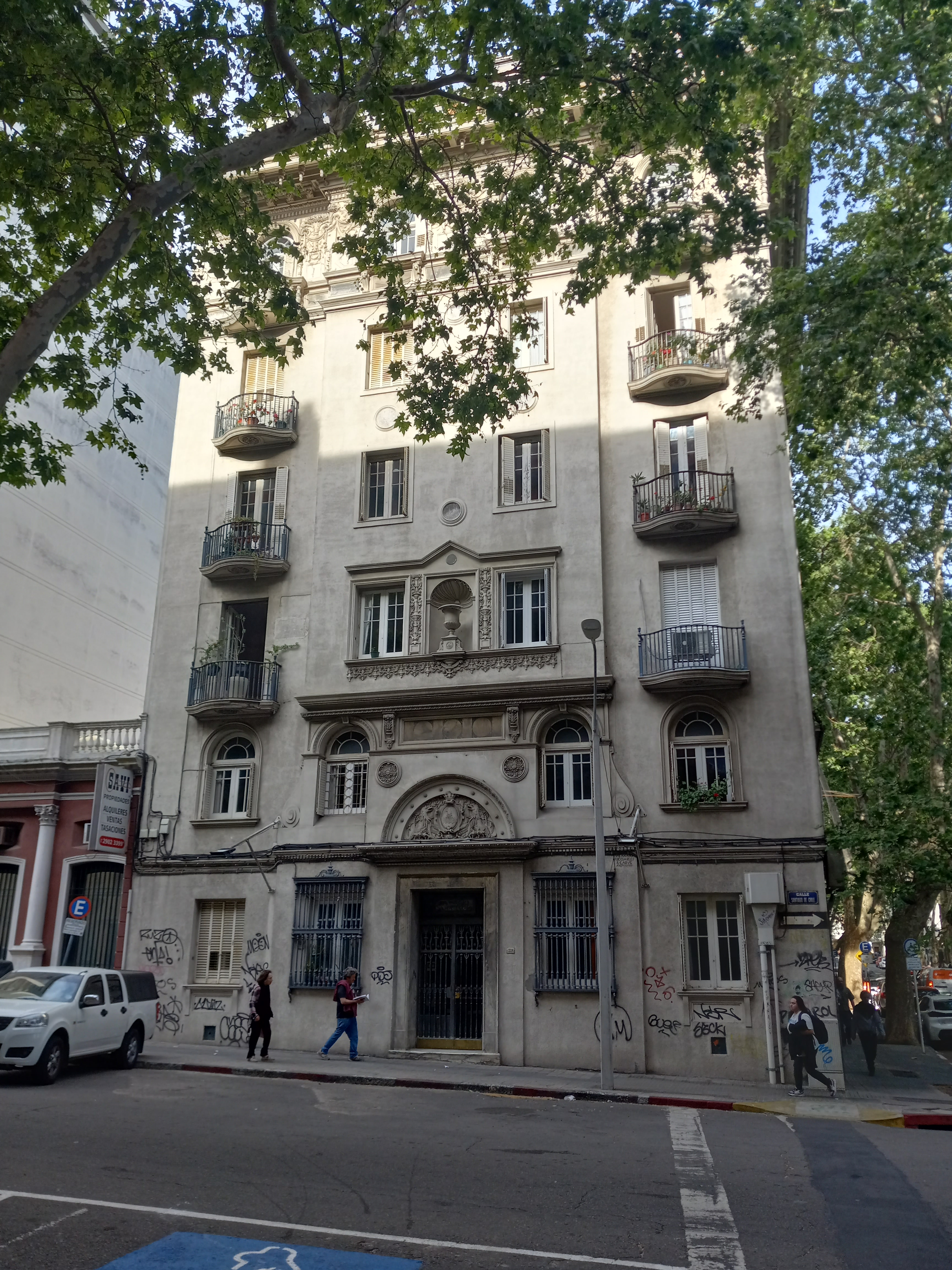
Palacio Santa Lucía (2023)

Der Palacio Santa Lucía ist ein Bauwerk in der uruguayischen Landeshauptstadt Montevideo.
Das 1926 errichtete Gebäude befindet sich im Barrio Centro an der Calle San José 1407, Ecke Santiago de Chile 1304. Als Architekten zeichneten Julio Vilamajó, Genaro Pucciarelli und Pedro Carve verantwortlich, zu deren Arbeiten unter anderem auch das Casa Pérsico und das Casa Juan R. Domínguez gehören. Der Palacio Santa Lucía ist als Wohnappartementhaus konzipiert.